# Dollhouse Elephant
Pour plus de détails, voir Fiche technique et Distribution.
Dollhouse Elephant est un film d'animation de court métrage finlandais réalisé par Jenny Jokela, sorti en 2025.

## Fiche technique
- Titre original : Dollhouse Elephant
- Réalisation : Jenny Jokela
- Scénario : Ylva Perera
- Animation : Jenny Jokela et Sanni Lahtinen
- Musique : Sebastian Hilli
- Son : Jani Lehto
- Montage : Jenny Jokela
- Production : Jani Lehto
- Sociétés de production : Böhle Studios
- Sociétés de distribution : Bonobostudio
- Pays d'origine :  Finlande
- Langue originale : sans parole
- Format :
- Genre : animation
- Durée : 11 minutes 14 secondes
- Dates de sortie :
  - France : 11 juin 2025 (Annecy)

## Distinctions
- Festival international du film d'animation d'Annecy 2025 : Prix de la meilleure musique originale pour un court métrage